# 舟動
舟動，台灣推理小說家，台灣推理作家協會成員，第14屆台灣推理作家協會徵文獎首獎得主，被譽為「本土民俗靈異推理第一人」。他的筆下角色「靈術師偵探」宋劍軒系列，結合鄉土奇譚、秘辛、現代中西醫知識，發展出獨樹一格的「靈異推理」故事。

## 創作觀點
舟動畢業於醫學院生物系，大學期間額外的興趣，卻是自學並研究英語文，研究範圍從發音矯正、英文語用及風格、英美各類辭典、中英語法對譯、希羅神話及聖經成語典故、乃至運用語音通轉字源法來協助記憶海量般的英文字彙等；畢業前後從事國中英文補教，接續他的教學對象橫跨國中、高中、大學生至一般社會人士，並曾兼職學術論文翻譯、錄音、雜誌編輯、教材編彙、合作寫書等工作，也曾為某著名公司譯錄中翻英稿件。
舟動大約是2010年開始接觸懸疑推理小說這種文本，一開始他不懂什麼派別或類型，不管什麼樣的推理小說，或者歐美、日本、台灣等各地的推理小說，他都會拿起來閱讀，後來發現自己對日本的推理小說感到特別親切，理由是「日本和台灣較接近，同屬一個文化圈，所以我對日系推理的情節認同度比較高，也比較能進入故事的情境中。」但他也指出，日式推理，特別是像不可能犯罪、密室、暴風雨山莊之類的純本格派推理，具有西方非常濃厚的影子，如果沒有在敘事中嵌入日本的歷史、各種社會現象及文化觀，讀起來和歐美早期的推理小說幾乎沒有什麼不同。同理，要創作屬於台灣在地的推理小說，也不能把本格的相仿模式照搬過來，勢必經過一些在地化的過程，諸如場域或犯罪空間的處理，才有可能寫出具有台灣本土風味的推理小說，這是他創作《慧能的柴刀》之前終日思考的主題。
舟動認為，故事中的謎團若可經由理性所生的科學進行驗證、給予解釋，最後將謎題解開，此即稱為「推理解謎小說」，例如東野圭吾的《偵探伽利略》主要以物理學解謎，石川智健的《靈機一動的機率》以行為經濟學和犯罪側寫解謎，柄刀一的《三千年的密室》以人類考古學和各種鑑識科學解謎；另一方面，謎團若未經過理性的科學方法驗證或解釋，多半用在地性的傳說或概念賦予事件某種意義，故事結束時謎團未解，那麼通常被視為「恐怖小說」或「神怪小說」，例如在破案前，《金田一少年事件簿》經常會用當地傳說附會殺人事件，橫溝正史許多作品如《八墓村》、《惡靈島》等也用同樣的手法操作，又如陳嘉振的《矮靈祭殺人事件》提及台灣原住民賽夏族祭典，且傳說雙胞胎被視為不祥之兆，或是沙棠的《沙瑪基的惡靈》也用到了小琉球島上的烏鬼洞傳說。 
在舟動的創作中，偵探宋劍軒是一名「靈術師」，乃是因為民俗和科學兩者，傳統上來說是處於對立的狀態。乩童、法師、巫師等，他們執行的工作帶有神秘學特質。因此他寫出「靈術師」這種行業，企圖讓偵探站在與科學相抗衡的位置，讓偵探「走中間路線」、「對萬物現象擁有更多包容的胸襟」，自然不會想要偵探掛上傳統乩童、法師、巫師的職稱，於是塑形出一個全新的職業，挑戰大眾對於既往世界觀的認定。 

## 作品

### 長篇小說

#### 靈術師偵探系列
- 慧能的柴刀（2016，要有光出版）
- 跛鶴的羽翼（2017，要有光出版）

### 短篇小說
- 透納提烏的焰石：2015年第13屆台灣推理作家協會徵文獎複選入圍作品
- 石竹的塵埃：2015年第13屆台灣推理作家協會徵文獎初選入圍作品
- 進化的引信：2016年第14屆台灣推理作家協會徵文獎首獎作品，收錄於《天蠍之鉤：第十四屆台灣推理作家協會徵文獎合輯》，為「靈術師偵探」系列的起點。

## 外部連結
- 台灣推理作家協會官方網站：舟動 （页面存档备份，存于）
- 舟動之穿林吟嘯行 （页面存档备份，存于）